# Bobby Schagen
Bobby Schagen (* 13. Januar 1990 in Amsterdam) ist ein niederländischer Handballspieler.

## Karriere
Bobby Schagen spielte in den Niederlanden beim HV KRAS/Volendam, mit dem er bereits als 16-Jähriger die Meisterschaft gewann und für den er im EHF-Pokal auflief. 2009 wechselte der 1,91 Meter große Rechtsaußen in die deutsche Handball-Bundesliga zum TSV Dormagen. Ab 2010 stand er beim Zweitligisten HSG Nordhorn-Lingen unter Vertrag. In der Saison 2012/13 wurde er mit 235 Treffern Torschützenkönig der zweiten Liga. Ab dem Sommer 2015 lief er für den Erstligisten TuS N-Lübbecke auf. Zur Saison 2016/17 wechselte er zum TVB 1898 Stuttgart. Im Sommer 2019 wechselte er zum TBV Lemgo. Mit Lemgo gewann er den DHB-Pokal 2020.
Schagen bestritt bisher 141 Länderspiele für die niederländische Nationalmannschaft, in denen er 429 Tore erzielte. Er stand im Kader für die Europameisterschaft 2024 und belegte mit den Niederlanden den 12. Platz.